# ジョン・クインジー・アダムズ生家
ジョン・クインジー・アダムズ生家 は、アメリカ合衆国マサチューセッツ州クインジーにあるソルトボックス型の歴史的邸宅。1767年、第6代アメリカ合衆国大統領ジョン・クィンシー・アダムズがここで生まれた。ジョン・アダムズがアメリカ独立宣言およびアメリカ独立戦争を通じて合衆国建国に尽力していた頃、アダムズ一家が住んでいた。ジョン・アダムズ生家は敷地内で75フィート (23 m)離れた場所にある。
両邸宅はアダムズ国立歴史公園としてアメリカ合衆国国立公園局により操業され、アメリカ合衆国国定歴史建造物に指定されている。

## 創立
木造2.5階建てのソルトボックス型の邸宅で、木製下見板で階層をなしている。中央の煙突に沿って1階と2階にメインの部屋が2部屋ずつあり、他に1階の屋根が斜めの部分に小さな部屋が2部屋ある。ファサードは3柱間の幅となっており、中央に扉がついている。出入り口の扉は付柱で囲まれ、上にはエンタブラチュアと三角形のペディメントが施されている。南東側にも似た扉がついている。
所有者が変わるごとに改築が施された。1663年頃、煙突と各階1部屋ずつからなる最古の部分が建てられた。1744年、ジョン・アダムズ・シニアがこの邸宅を購入し、煙突を挟んで反対側に部屋を増築したとされる。1761年、のちの第2代大統領となる息子のジョン・アダムズに邸宅を引き継いだ。1764年、ジョン・アダムズが入居し、その頃差し掛け屋根、ドア枠、第2出入り口が追加された。

## のちの歴史
1783年までジョンとアビゲイル・アダムズ夫妻はこの邸宅に居住し、その後賃貸とした。1803年、ジョン・クインジー・アダムズがこの邸宅と隣のジョン・アダムズ生家を購入し、1805年から1807年までここに居住した。その後周辺の土地が売却されていき、1885年まで賃貸となった。1895年、チャールズ・フランシス・アダムズ・ジュニアはクインジー歴史協会本部としての使用を許可した。1940年、アダムズ家は邸宅をクインジー市に売却し、歴史協会が借用し続けた。
1960年12月19日、両邸宅を含む歴史公園がアメリカ合衆国国定歴史建造物に認定された。現在この2軒の邸宅はアダムズ国立歴史公園の一部となっており、アメリカ合衆国国立公園局が管理している。
ジョン・アダムズののちの邸宅ピースフィールドが数マイル離れた場所にあり、両大統領およびその妻はユナイテッド・ファースト教区教会に埋葬されている。7歳のジョン・クインジーと共にアビゲイルがバンカーヒルの戦いおよびチャールズタウン大火を見ていたとされる近くの丘はアビゲイル・アダムズ石塚と呼ばれている。これらは全て一般に公開されている。

## ポピュラー・カルチャー
2008年のテレビ・ドラマ『John Adams 』の最初の数エピソードにこの邸宅が登場する。

## 関連事項
- アメリカ合衆国国定歴史建造物
- アメリカ合衆国国家歴史登録財